# Aeroportul Bellary
Aeroportul Bellary (IATA: BEP, ICAO: VOBI) este un aeroport din Karnataka, India ce deservește zona Bellary⁠(d). A fost numit după zona deservită.
Situat la o altitudine de 9 m, aeroportul dispune de o singură pistă. Este operat de Airports Authority of India⁠(d).